# Al-Zamaliyah
Al-Zamaliyah (tiếng Ả Rập: الزاملية) là một ngôi làng Syria nằm trong phó huyện Masyaf ở huyện Masyaf, nằm ở phía tây Hama. Theo Cục Thống kê Trung ương Syria (CBS), al-Zamaliyah có dân số 877 trong cuộc điều tra dân số năm 2004.